# 필 루프
필립 앤서니 루프(영어: Philip Anthony Roof, 1941년 3월 5일~)는 미국의 프로 야구 선수이자 코치, 감독이다. 1961년과 1964년부터 1977년까지 15시즌 동안 메이저 리그 베이스볼(MLB)에서 포수로 뛰었으며, 캔자스시티/오클랜드 애슬레틱스 시절과 미네소타 트윈스 시절 당시 가장 눈에 띄는 활약을 보여주었다. 뛰어난 공격력을 보여주지는 못했지만, 포수로서 수비 능력을 인정받아 메이저 리그에서 오랜 기간 선수로 뛸 수 있었다. 신생팀 토론토 블루제이스가 가장 먼저 영입한 선수이기도 하다.